# Синтия (растение)
Синтия, или Цинтия (лат. Cintia) — род растений семейства Кактусовые (Cactaceae) из Южной Америки, включающий единственный вид Синтия Книже (Cintia knizei Říha).

## Название
Род получил научное название по названию города, в окрестностях которого был найден — Синти, расположенного в провинции Нор-Синти (исп. Nor Cinti) департамента Чукисака в Боливии.
По правилам латинского языка название рода должно читаться «Цинтия», такое название нередко встречается в русской литературе, однако, чаще используется название «Синтия», которое более созвучно топониму, взятому за основу для названия.
Видовой эпитет дан по имени первооткрывателя Карела Книже, обнаружившего это растение в 1969 году.

## Биологическое описание
Растения одиночные, шаровидные, зелёные, несущие полукруглые бугорки, 3-5 см в диаметре. Корни напоминают морковь, бугорчатые, до 10 см в длину. Ареолы утоплены между бугорками, шерстистые. Колючек нет. Цветки появляются на молодых ареолах у верхушки стебля, колесовидные, жёлтые, 3—4 см в диаметре. Плоды веретенообразные, голые. Семена чёрные, 1.2 мм в длину, 0.7 мм в ширину, слегка выпуклой формы.

## Распространение и экология
Растут на плоскогорье, на крайне сухих каменистых пространствах на высоте 4000—4200 м в Боливии, Южная Америка. Переносят температурные колебания в очень широком диапазоне (интенсивная инсоляция днём и иногда заморозки ночью). Почвы в естественных местах обитания очень каменистые, с значительным содержанием суглинка. В сухой период растения сильно высыхают, и практически скрываются в камнях и пыли.

## Значение и применение
Синтии представляют интерес с точки зрения коллекционирования, однако в коллекциях довольно редки.

## Выращивание в культуре
В культуре обычно содержатся на подвое. Корнесобственная культура требует специальных знаний и тщательного соблюдения условий содержания. Выращивание взрослых растений из семян и цветение на своих корнях является уделом профессионалов. Рекомендуется интенсивное солнечное освещение, скудный полив, минеральная почва и холодная сухая зимовка.

## Классификация
В настоящее время выделяется как самостоятельный монотипный род, либо относится к другим родам:
- Copiapoa Britton & Rose — Копьяпоа
- Eriosyce Phil. — Эриозице
- Rebutia K.Schum. — Ребуция[5]